# 기효신서

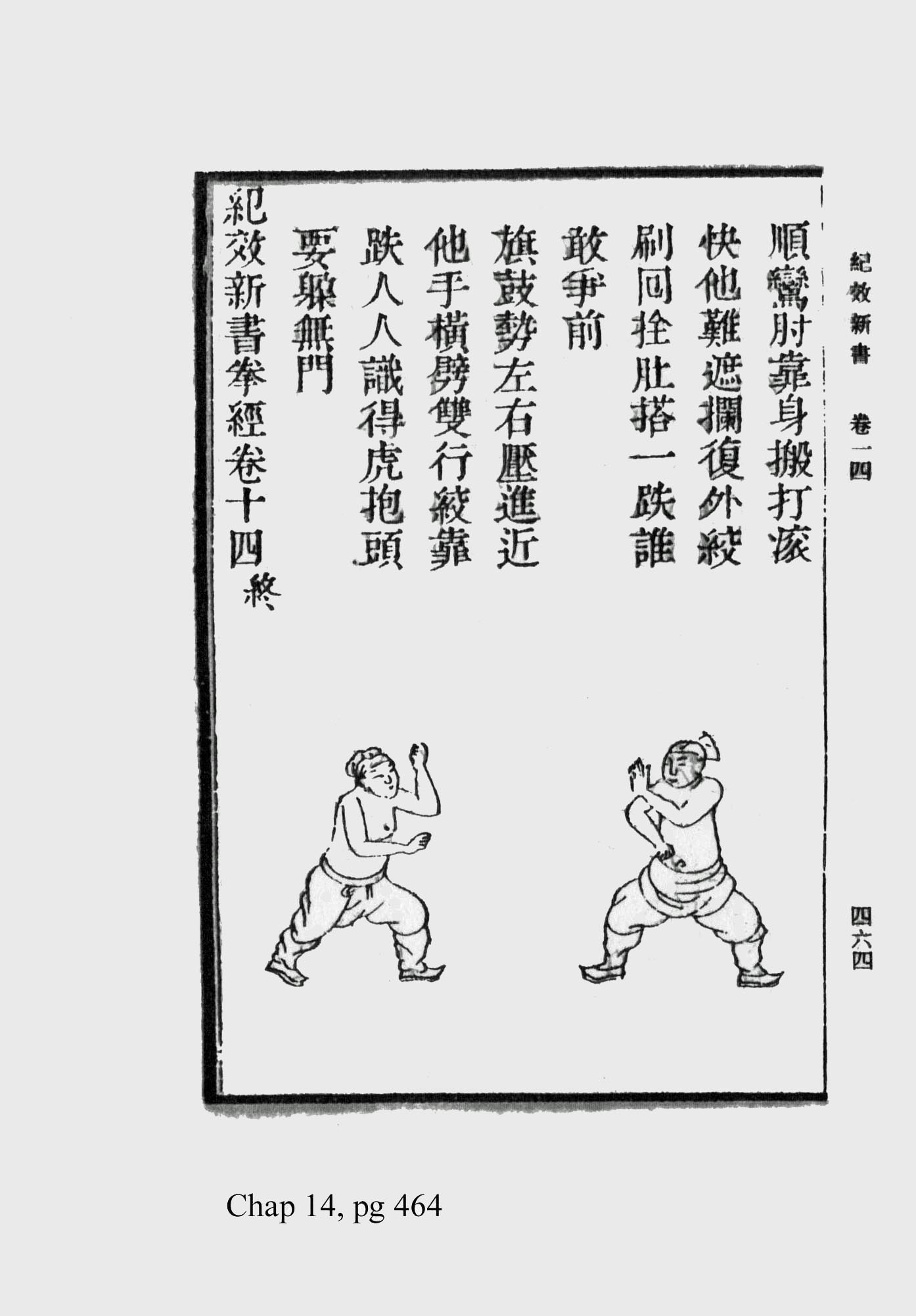
기효신서에 설명된 맨손무예.

《기효신서》(紀效新書)는 중국 명(明)의 무장 척계광(戚継光)이 저술한 병서이다.

## 개요
가정(嘉靖) 39년(1560년)에 처음 간행되었고(18권본), 훗날 내용을 가필해 만력(萬曆) 16년(1588년)에 출판되었다(14권본). 14권본은 가정 40년(1561년)에 명의 해안을 침공한 왜구(倭寇)의 진압에 활용되었고, 일본의 《음류지목록》(陰流之目録)을 소개하고 있기도 하다.
간결하고도 명료한 저술로 전략, 무기 및 맨손 격투, 병원 선발, 훈련, 무기, 진법, 군율, 행군, 막사, 병법 등의 다양한 방면을 다루고 있다. 왜구 토벌 등에도 종군했던 척계광의 군인으로써의 생애를 엿볼 수 있는 저술이다. 실제로 왜구들이 쓰는 검을 대적하기 위한 전술로써 칼을 떨쳐낼 수 있는 낭선(狼筅)과, 여섯 명이 한 조를 이루어 적을 대적하는 전법은 왜구 진압에 크게 효과를 보았다.
한국에서는 임진왜란을 전후해 류성룡의 건의로 《기효신서》를 적극적으로 수입하여 훈련도감(訓鍊都監)의 교범으로 삼았으며, 무예도보통지가 편찬되는 정조 시대까지 척법(戚法)이라고 불리며 군사 훈련의 주요 교범이 되었다.

## 같이 보기
- 무예도보통지
- 십팔기
- 척계광